# 2. Liga (Schweiz)
Die 2. Liga ist die sechsthöchste Schweizer Spielklasse im Fussball. Deren Spielbetrieb obliegt den 13 Regionalverbänden. Es gibt in der ganzen Schweiz total 7 Gruppen à 12 Teams und 10 Gruppen mit 14 Teams in der 2. Liga (Stand: Saison 2017/2018).
Während die meisten Regionalverbände nur eine 2.-Liga-Gruppe unterhalten, haben einige grössere Verbände (Bern/Jura, Zürich, Ostschweiz, Waadt) zwei Gruppen. Die 17 Gruppensieger sowie der Zweitplatzierte der 2.-Liga-Gruppe des Innerschweizerischen Fussballverbandes bilden zusammen die 18 Aufsteiger in die 2. Liga interregional, während die Schwächsten in die 3. Liga absteigen.

## Regionalverbände

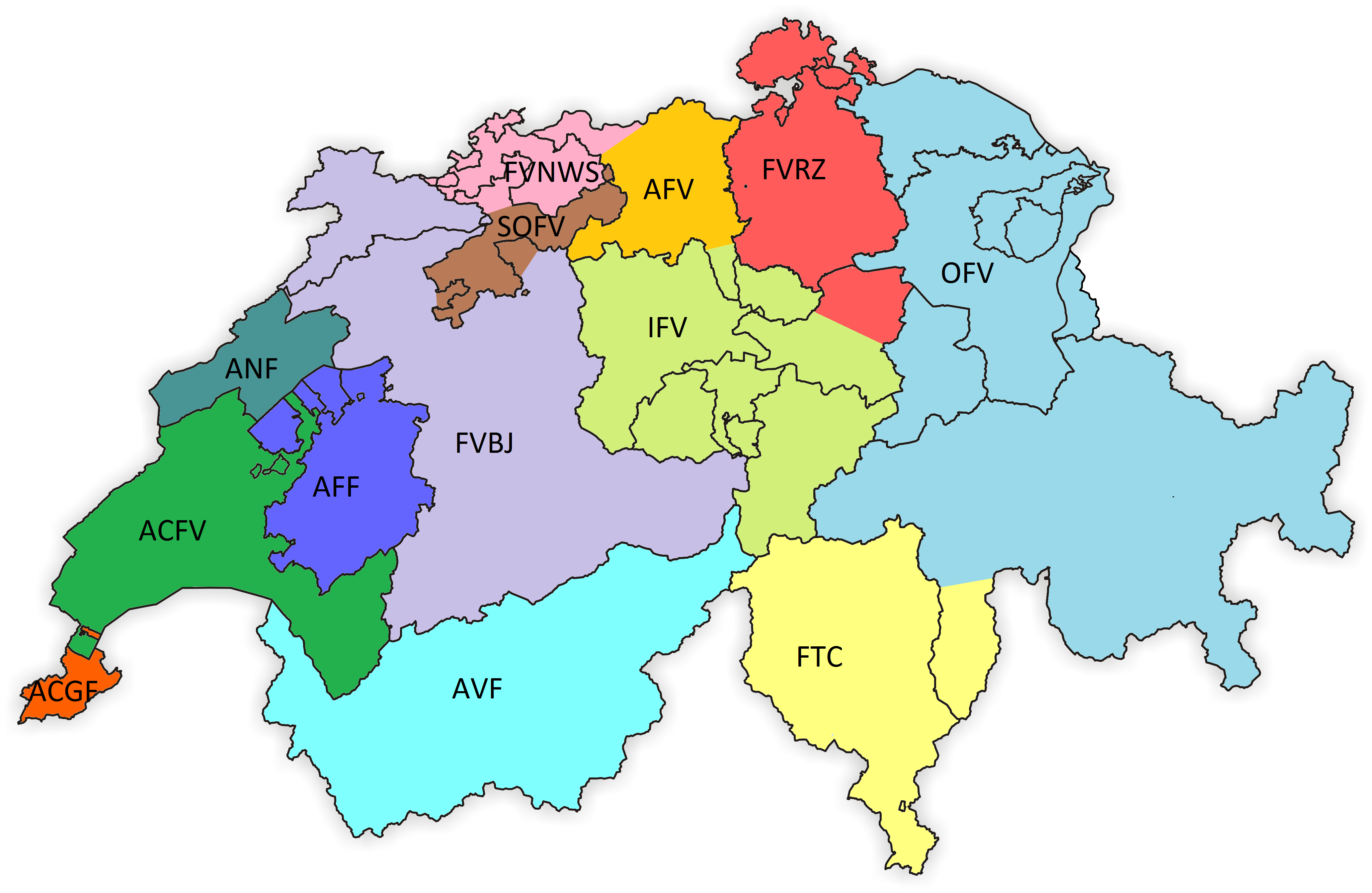
Einteilung der Regionalverbände

| Verband                                                          | Kürzel  | Gruppen              |
| Aargauer Fussballverband                                         | AFV     | 1 Gruppe à 14 Teams  |
| Fussballverband Bern/Jura                                        | FVBJ    | 2 Gruppen à 12 Teams |
| Innerschweizerischer Fussballverband                             | IFV     | 1 Gruppe à 14 Teams  |
| Fussballverband Nordwestschweiz                                  | FVNWS   | 1 Gruppe à 14 Teams  |
| Ostschweizer Fussballverband                                     | OFV     | 2 Gruppen à 12 Teams |
| Solothurner Fussballverband                                      | SOFV    | 1 Gruppe à 12 Teams  |
| Fussballverband Region Zürich                                    | FVRZ    | 2 Gruppen à 14 Teams |
| Federazione ticinese di calcio                                   | FTC     | 1 Gruppe à 14 Teams  |
| Association fribourgeoise de football Freiburger Fussballverband | AFF-FFV | 1 Gruppe à 14 Teams  |
| Association cantonale genevoise de football                      | ACGF    | 1 Gruppe à 12 Teams  |
| Association neuchâteloise de football                            | ANF     | 1 Gruppe à 12 Teams  |
| Association cantonale vaudoise de football                       | ACVF    | 2 Gruppen à 14 Teams |
| Association valaisanne de football                               | AVF     | 1 Gruppe à 14 Teams  |

## Bekannte Vereine
- FC Bern – Cupfinalist, früherer Teilnehmer der höchsten Liga
- FC Brüttisellen-Dietlikon – früherer Teilnehmer der zweithöchsten Liga
- FC Châtel-Saint-Denis – früherer Teilnehmer der zweithöchsten Liga
- FC Laufen – früherer Teilnehmer der zweithöchsten Liga
- Étoile Sportive FC Malley – früherer Teilnehmer der zweithöchsten Liga
- FC Montreux-Sports – früherer Teilnehmer der zweithöchsten Liga
- FC Raron – früherer Teilnehmer der zweithöchsten Liga
- FC Ruggell – 6-facher Liechtensteiner Cupfinalist
- SC Veltheim – früherer Teilnehmer der höchsten Liga
- FC Glarus – früherer Teilnehmer der NLB (1988–1992)
- FC Küssnacht – besiegte im Jahr 2005 im Cup den FC St. Gallen 2:1

Stand: Saison 2019/20

## Andere Sportarten
In den meisten anderen Sportarten ist die 2. Liga die vierthöchste Schweizer Spielklasse.